# East Township (Iowa)
East Township est un township du comté de Montgomery en Iowa, aux États-Unis,.

## Source de la traduction
- (es) Cet article est partiellement ou en totalité issu de l’article de Wikipédia en espagnol intitulé « Municipio de East (condado de Montgomery, Iowa) » (voir la liste des auteurs).